# Dipropus granosus
Dipropus granosus là một loài bọ cánh cứng trong họ Elateridae. Loài này được Fall miêu tả khoa học năm 1925.